# Amsacta occidentalis
Amsacta occidentalis är en fjärilsart som beskrevs av Max Bartel 1903. Amsacta occidentalis ingår i släktet Amsacta och familjen björnspinnare. Inga underarter finns listade i Catalogue of Life.